# Günther Leitz
Günther R. W. Leitz (* 14. Oktober 1914 in Gießen, Hessen; † 1. März 1969 in Darmstadt, Hessen) war ein deutscher Unternehmer. Er war das jüngste bzw. vierte Kind von Ernst Leitz jun. (1871–1956).

## Familie
Die Mutter von Günther Leitz, Hedwig (1877–1937), geborene Wachsmuth, war die zweite Ehefrau von Ernst Leitz jun., dessen erste Gattin, Elsie (1877–1910), geborene Gürtler, früh verstorben war. Günther Leitz hatte drei ältere Halbgeschwister aus der ersten Ehe seines Vaters: Elsie (1903–1985), Ernst (1906–1979) und Ludwig (1907–1992). Als Günther dreiundzwanzig Jahre alt war, starb seine Mutter im Alter von sechzig Jahren.

## Schule
Der linksliberal eingestellte Vater mit evangelisch-lutherischer Konfession legte bei seinen Kindern Wert auf eine angemessene Schulbildung abseits des staatlichen Bildungssystems. Günther wurde daher 1925 Schüler der renommierten Freien Schulgemeinde Wickersdorf in Wickersdorf (Thüringen), die bereits von seinen älteren Geschwistern zum Teil ab 1915 besucht worden war. Günther blieb jedoch nur wenige Monate in diesem Landerziehungsheim, weil es dort im selben Jahr zu einer Sezession kam. Auf eigenen Wunsch folgte er den Sezessionisten, die sich im Wesentlichen aus Lehrern und Schülern zusammensetzten, zu der von Martin Luserke neu gegründeten reformpädagogischen Schule am Meer auf die Nordseeinsel Juist. Dort war er Cellist im Schulorchester unter Eduard Zuckmayer (1890–1972). Er dokumentierte mit seiner Leica-Kleinbildkamera den Schulalltag und freundete sich intensiv mit dem drei Jahre jüngeren Oswald Graf zu Münster (1917–2003) an. Nachdem Günther seinen Schulabschluss hinter sich gebracht hatte, besuchte er seinen Freund „Ossi“ regelmäßig auf Juist und auf dessen Familiensitz Gut Kniestedt (Salzgitter, Niedersachsen). Seine Leica dokumentierte dies. Als die Schule am Meer vor dem Hintergrund der nationalsozialistischen Gleichschaltung schließen musste, wechselte sein Freund auf das Landerziehungsheim Marienau von Max Bondy. Anlässlich eines Besuchs in Marienau überreichte Günther seinem Freund Oswald zu Münster zu dessen 18. Geburtstag im Jahr 1935 die für Bildreporter gedachte Leica IIIa. Dieses überwältigende Geschenk führte dazu, dass Oswald zu Münster seine Lebensphasen über sechzig Jahre lang mit Akribie fotografisch dokumentierte, durch eine Reihe von Bildbänden publiziert. In Band 1 wurden auch Fotos abgedruckt, die Günther Leitz in der Schule am Meer auf Juist angefertigt hatte, außerdem finden sich darin Jugendportraits von ihm und spätere Aufnahmen. Mit Oswald Graf zu Münster, Siegfried Ludwig und Eduard Zuckmayer verband ihn eine lebenslange Freundschaft.

## Unternehmerische Tätigkeit
Ende der 1940er Jahre trat Günther Leitz nach einer kaufmännischen Ausbildung in das Unternehmen ein, in dem bereits seine beiden älteren Halbbrüder tätig waren. Als Geschäftsführer der Ernst Leitz GmbH und Leiter der kaufmännischen Abteilung in der Nachfolge von Henri Dumur widmete er sich vorrangig den ökonomischen Interessen des Unternehmens. Neben dem Wiederaufbau und der baulichen Erweiterung der Wetzlarer Werksanlagen nach dem Zweiten Weltkrieg konzentrierte er sich auf den Aufbau eines Forschungslabors für optisches Glas, das am 1. April 1954 eröffnet wurde. Sein Hauptaugenmerk galt aber dem 1952 auf seine Initiative hin errichteten Werk Ernst Leitz Canada in Midland, Ontario, Kanada, das er bis zu seinem frühen und unerwarteten Tod im Jahr 1969 selbst leitete. Nach dem Tod seines Vaters im Jahr 1956 ging das Unternehmen auf seine beiden Halbbrüder und ihn über, das sie in der Folge zu dritt führten.
Im Jahre 1967 wandte sich Norman Lipton, der Herausgeber des US-amerikanischen Fotografie-Magazins Popular Photography, in Wetzlar an Günther Leitz. Lipton war früher in der Werbeabteilung von Leica Camera in New York Citys Fifth Avenue tätig gewesen. Er war dort zwischen Mai 1938 und August 1940 zahlreichen deutschen Juden mit Leica-Cameras um dem Hals begegnet, die in dem Büro erschöpft und aufgereiht an der Wand lehnten, um Hilfe zu bekommen. Es handelte sich dabei um Flüchtlinge aus dem Wetzlarer Stammwerk, die vor der nationalsozialistischen Verfolgung aus Deutschland emigriert waren, mit tatkräftiger Hilfe von Günther Leitz’ Vater Ernst, der ihnen die Visa besorgte und sie als erste Anlaufstelle in den Vereinigten Staaten an das New Yorker Büro des Unternehmens verwiesen hatte. In dieser Zeitspanne trafen alle paar Wochen, immer wenn die SS Bremen oder die SS Europa ganz in der Nähe dieses Büros an den Hudson River Piers anlegten, eine Reihe dieser Flüchtlinge ein. Das New Yorker Leitz-Büro mietete alle im nahegelegenen Great Northern Hotel in der West 57th Street ein und sorgte für deren Verpflegung, bis geeignete Arbeitsstellen gefunden wurden, entweder bei Leica Camera selbst oder bei anderen Unternehmen der Branche, beispielsweise in der Produktion oder Verwaltung von Kodak, im Foto-Einzelhandel oder in Fotolabors.

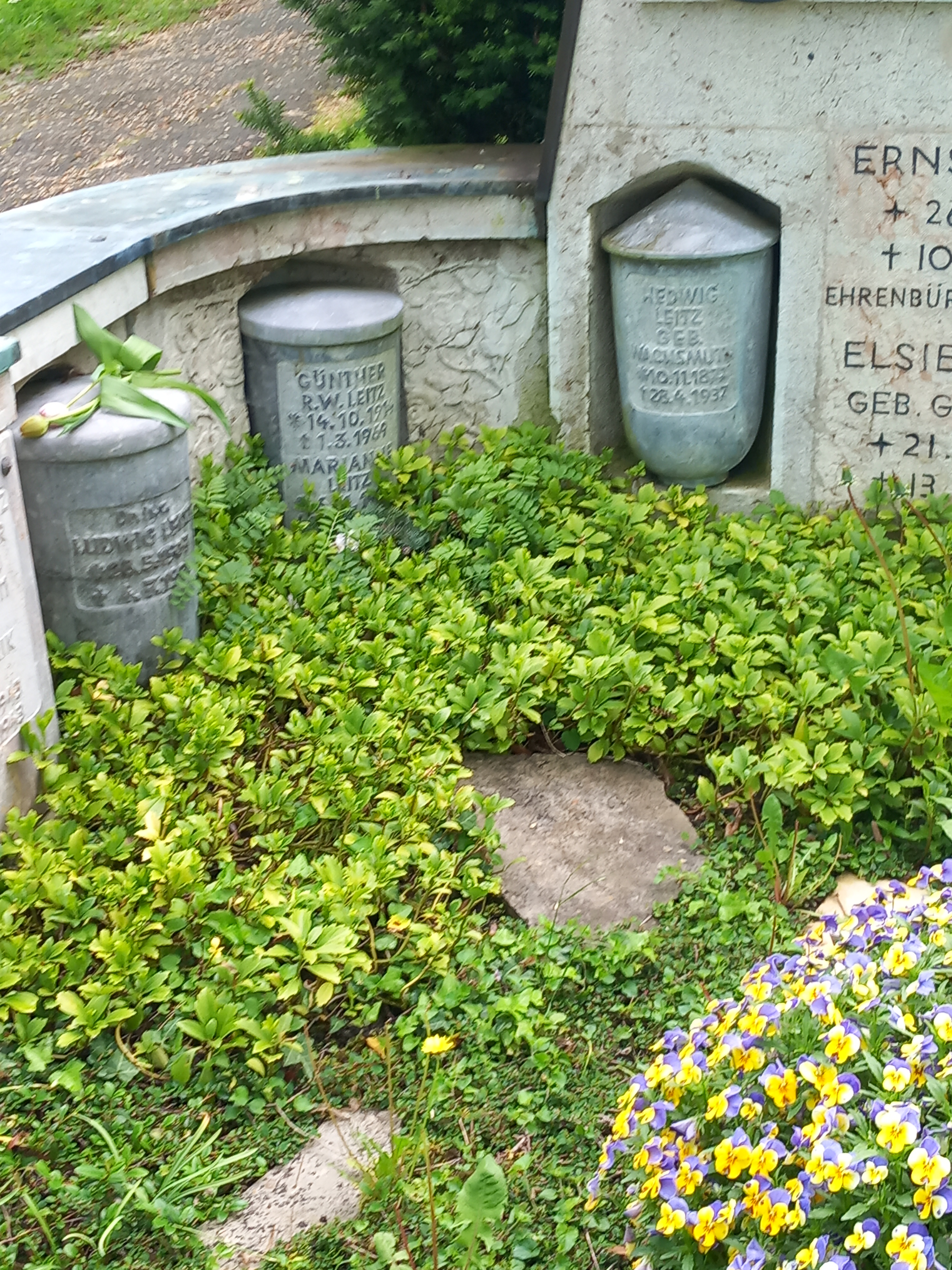
Familiengrab in Wetzlar mit Urne Günther R. W. Leitz (2. v. links)

Gut zwei Jahrzehnte später wollte Lipton darüber eine Erzählung verfassen, um sie bei Reader’s Digest zu veröffentlichen. Dazu suchte er sowohl den Kontakt zu diesen ehemaligen Flüchtlingen als auch zur Unternehmensführung von Leitz, um weitere Details zu recherchieren. Er kam dazu 1967 eigens nach Deutschland und suchte in Wetzlar Günther Leitz auf. Dieser machte überraschend deutlich, dass er zu seinen Lebzeiten nicht wünsche, dass diese Geschichte publik wird. Sein Vater habe gemacht, was in seinen Kräften stand, weil er für seine verfolgten Angestellten, deren Familien und die Mitbewohner in Wetzlar Verantwortung empfunden habe. Er sei dazu in der Lage gewesen, weil die Wehrmacht wegen der Produktion militärischer optischer Geräte in entscheidender Weise auf sein Unternehmen angewiesen gewesen sei. Niemand wisse, was andere Deutsche, die nicht in gleicher Weise wie sein Vater durch eine solche Fabrik bzw. eine als kriegswichtig deklarierte Produktion privilegiert waren, im Rahmen ihrer begrenzten Möglichkeiten für Verfolgte gemacht hätten. Daher empfinde er es als nicht korrekt, die Aktivitäten seines Vaters als etwas besonderes herauszustellen. Erst ab 1997, fast drei Jahrzehnte nach Günther Leitz’ frühem Tod, kam die Angelegenheit dann doch unter der Bezeichnung The Leica Freedom Train an die Öffentlichkeit. Frank Dabba Smith, Rabbi einer kleinen Synagoge in London, veröffentlichte 2005 das Buch Elsie's War: A Story of Courage in Nazi Germany über die altruistischen Aktionen der Familie Leitz während der Shoa.

## Soziale Engagements
- Günther Leitz förderte u. a. die österreichische Dichterin, Schriftstellerin und Malerin Paula Ludwig.[11] Diese kannte er bereits aus seiner Schulzeit, als sie die Schule am Meer auf Juist aufsuchte, um dort ihren Sohn, seinen Schulkameraden Siegfried, genannt „Friedel“, zu treffen.

## Werke
- Fotos vom schulischen Alltag der Schule am Meer auf Juist (1925–1934). In: Oswald zu Münster: Fototagebuch Band 1 – Aufenthalt in den Landschulheimen Schule am Meer auf Juist und in Marienau 1931–1937. Bei der Olympiade 1936, Berlin. FTB-Verlag, Hamburg 2015, ISBN 978-3-946144-00-7, S. 3–5.